# 우셴
우셴(吳縣)은 중화인민공화국 장쑤 성 쑤저우의 옛 행정 구역이다.
기원전 221년에 성립되어 그 후 2000년 12월 15일에 전격 폐지되었으며 2000년 12월 15일을 기하여 중화인민공화국 장쑤 성 쑤저우의 구행정급 행정 구역(區行政級 行政 區域)으로 복속되었다.